# Internationale communiste (magazine)
L'Internationale communiste était le journal officiel éponyme de l'Internationale communiste (Komintern) basée à Moscou, publié de 1919 à 1943 dans plusieurs langues, dont (mais sans s'y limiter) le russe, le français, l'allemand, et l'anglais.
Publié de manière irrégulière (mensuelle ou bimensuelle, selon la langue et l'année), le magazine est considéré comme une importante source primaire pour l'étude du mouvement communiste international.

## Historique des publications

### Fondation
Il fut lancé lors de la création de l'Internationale communiste à Moscou en mars 1919. Organe officiel du comité exécutif dirigeant de l'Internationale communiste, dirigé par son président, Grigori Zinoviev, il fut initialement publié dans les quatre langues les plus couramment utilisées par le mouvement communiste international : le russe, le français, l'allemand, et l'anglais.
Les premiers numéros furent imprimés dans les bureaux du Komintern à Smolny à Petrograd, avec Zinoviev répertorié comme rédacteur en chef de la publication. Le premier numéro fut imprimé environ deux mois après la conclusion du Congrès fondateur de l'Internationale communiste, avec une date de couverture de mai 1919.
La publication était initialement prévue pour être mensuelle, mais fin 1919, le rythme de production avait ralenti. Le magazine grand format était destiné à transmettre des informations, la théorie marxiste, des stratégies et des déclarations officielles du Komintern à ses partisans et sympathisants du monde entier, en vue d’ouvrir la voie à une révolution mondiale. Les premiers numéros de l'Internationale Communiste étaient en grande partie des recueils d'arguments qui, selon les bolcheviks, pourraient gagner la classe ouvrière à leur cause.
Ses principaux contributeurs de 1919 étaient Grigori Zinoviev, ayant signé 11 articles, Lénine en ayant signé sept, et Victor Serge, secrétaire français du Komintern.
Durant ses débuts, le fonctionnement et la diffusion du journal étaient grandement entravés par le blocus allié de la Russie soviétique, une situation qui limitait à la fois la réception d'informations sur le mouvement révolutionnaire mondial et qui limitait considérablement la distribution.
Dans ces circonstances, il n'était pas efficace en tant que mécanisme de transmission d'informations, une fonction remplie avec plus de succès par des radiotélégrammes soigneusement ciblés par le Komintern. Ces émissions radiophoniques pionnières pouvaient être transmises à travers n'importe quel blocus physique et entendues en Suède ou en Suisse avant d'être transmises à la presse radicale en France, au Royaume-Uni, en Allemagne ou ailleurs en Europe pour être reproduites dans les journaux,.

### Calendrier de publication
Les premiers numéros, connus rétrospectivement sous le nom de « vieilles séries », ont d'abord été publiés en russe avec une traduction directe du contenu en allemand, anglais, français, bien que certains numéros de la première douzaine (publiés au cours des années du blocus allié) n'aient pas eu d'impressions traduites.
À partir du début des années 1920, la production se décentralise : notamment l'édition en langue anglaise publiée à Londres et de là exportée vers les États-Unis. À mesure que sa disponibilité augmentait, le magazine est devenu une lecture incontournable pour les partis communistes du monde entier. Une « nouvelle série » de numéros pour l'édition anglaise produite à Londres a commencé en 1924.
Jusqu'en 1925 et jusqu'en 1926, le magazine parait plus régulièrement sous forme mensuelle en russe et en anglais. Cependant, en septembre 1926, l'édition russe devint hebdomadaire, l'édition anglaise ne suivant que partiellement le changement, passant à un calendrier de publication bimensuel en 1927, fréquence maintenue jusqu'en septembre 1935, lorsque la publication redevint mensuelle.
À partir de janvier 1934, des éditions parallèles en langue anglaise furent imprimées à Londres et à New York, initialement avec des couvertures et une pagination identiques, puis s'individualisant progressivement. Cette situation changea radicalement à la fin de l'été 1939, avec le début de la seconde guerre mondiale en Europe.

### Fin et succession
L'édition britannique du magazine fut brusquement interrompue en décembre 1939 à la suite du déclenchement de la guerre d'Hiver. Bien que l'édition américaine ait été autorisé à paraître à partir de 1940, la mention du statut officiel du magazine étant supprimée de la bannière au profit des mots « Edité par Earl Browder ». L'édition américaine continua à publier des traductions d'un nombre limité d'articles de l'édition russe, mais servi essentiellement au cours de ses dernières années d'existence de voix au Parti communiste des États-Unis d'Amérique. La version américaine de la publication continua d'être imprimée à New York jusqu'en 1943.
Le journal disparut en 1943, date à laquelle l'Internationale communiste fut brusquement dissoute en tant que geste de guerre de Joseph Staline envers ses alliés occidentaux et avec elle le magazine du même nom. Il fut réédité en plusieurs volumes à couverture rigide par l'éditeur Greenwood Press en 1968 dans le cadre de leur série de rééditions de périodiques du mouvement radical américain.
Après la Seconde Guerre mondiale, la formation du Kominform en 1947, succédant au Komintern, entraîna la publication d'un nouveau journal : Pour une paix durable, pour une démocratie populaire ! d'abord basé à Belgrade, puis à Bucarest, jusqu'en 1956, qui aura été diffusé dans 19 langues différentes.